# サヴィオ・モレイラ・ジ・オリヴェイラ
サヴィオ・モレイラ（Sávio Moreira）もしくはサヴィーニョ（Savinho）ことサヴィオ・モレイラ・ジ・オリヴェイラ（ポルトガル語: Sávio Moreira de Oliveira、2004年4月10日 - ）は、ブラジル・リオデジャネイロ州ドゥケ・デ・カシアス出身のサッカー選手。マンチェスター・シティFC所属。ブラジル代表。ポジションはFW。
ガーディアンのネクスト・ジェネレーション2021に選出された。

## クラブ歴
リオデジャネイロ州ドゥケ・デ・カシアスに生まれ、2018年にアトレチコ・ミネイロの下部組織に加入。2020年6月18日に違約金6000万ユーロの3年契約でプロ契約を締結した。同年9月19日に行われたカンピオナート・ブラジレイロ・セリエAでケノに代わって途中出場し選手初出場を記録した。
2022年6月30日、トロワACへ完全移籍。2022年7月22日、PSVアイントホーフェンへレンタル移籍した。
2023年7月13日、2022-23シーズンはジローナFCへレンタル移籍することが決定した。そこで37試合に出場し9得点を挙げるなど、同クラブの史上初のチャンピオンズリーグ出場権獲得に貢献した。
2024年7月19日、マンチェスター・シティFCに移籍した。

## 代表歴
2019 南米U-15選手権に出場し4得点を記録した。

## タイトル
PSV
- KNVBカップ : 1回 (2022-23)